# Psychoda acutipennis
Psychoda acutipennis är en tvåvingeart som beskrevs av Tonnoir 1920. Psychoda acutipennis ingår i släktet Psychoda och familjen fjärilsmyggor. Inga underarter finns listade i Catalogue of Life.

## Bildgalleri

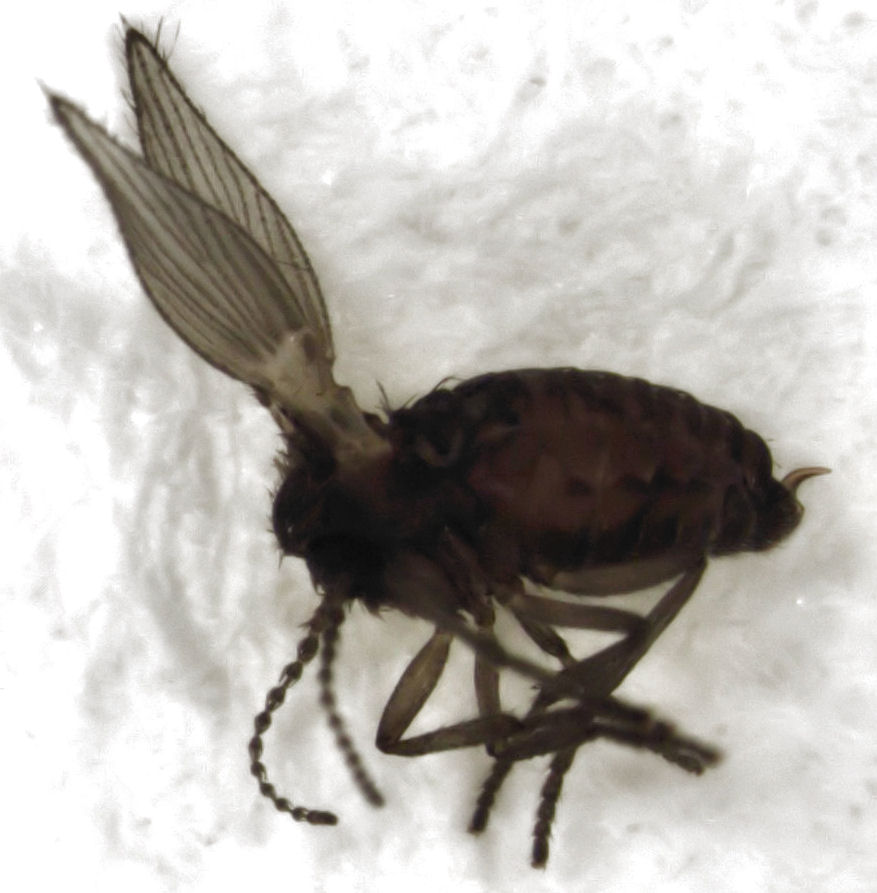
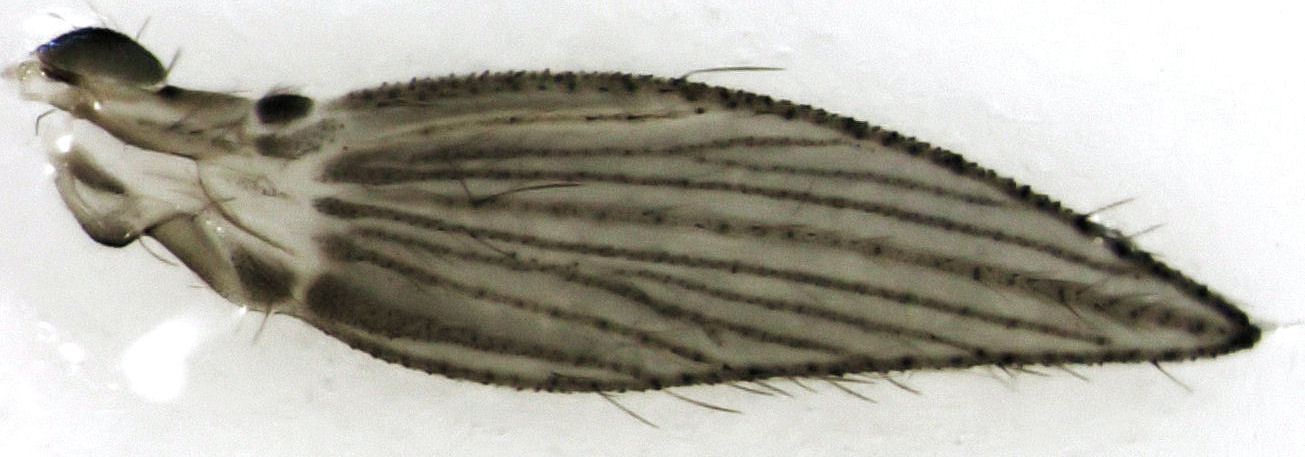
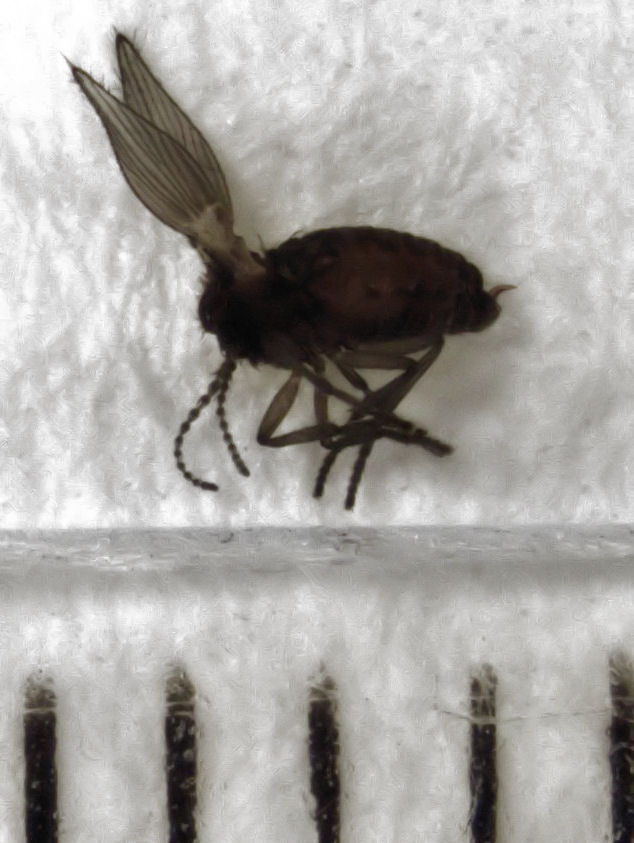
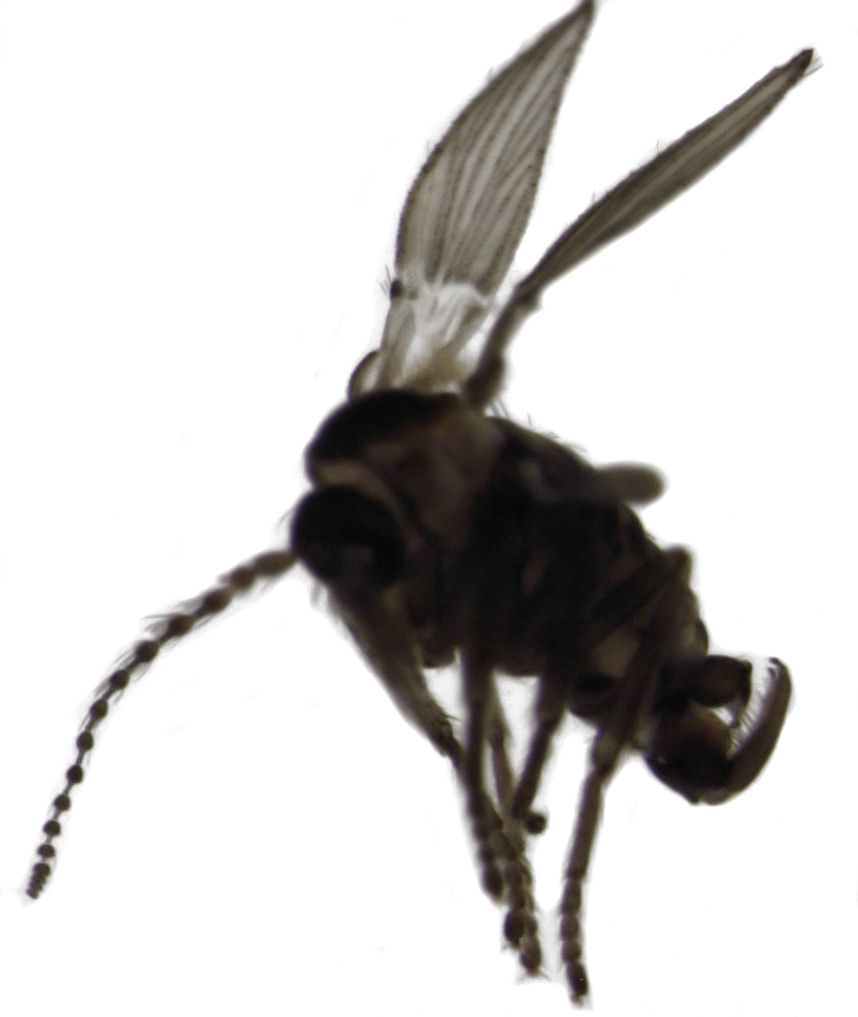
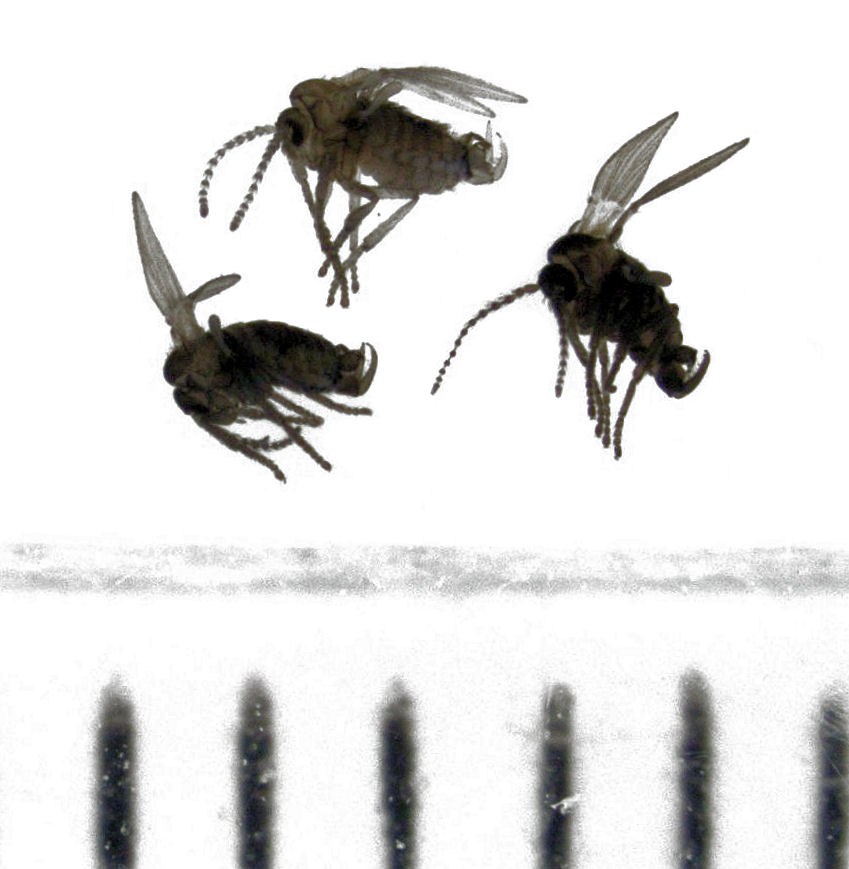
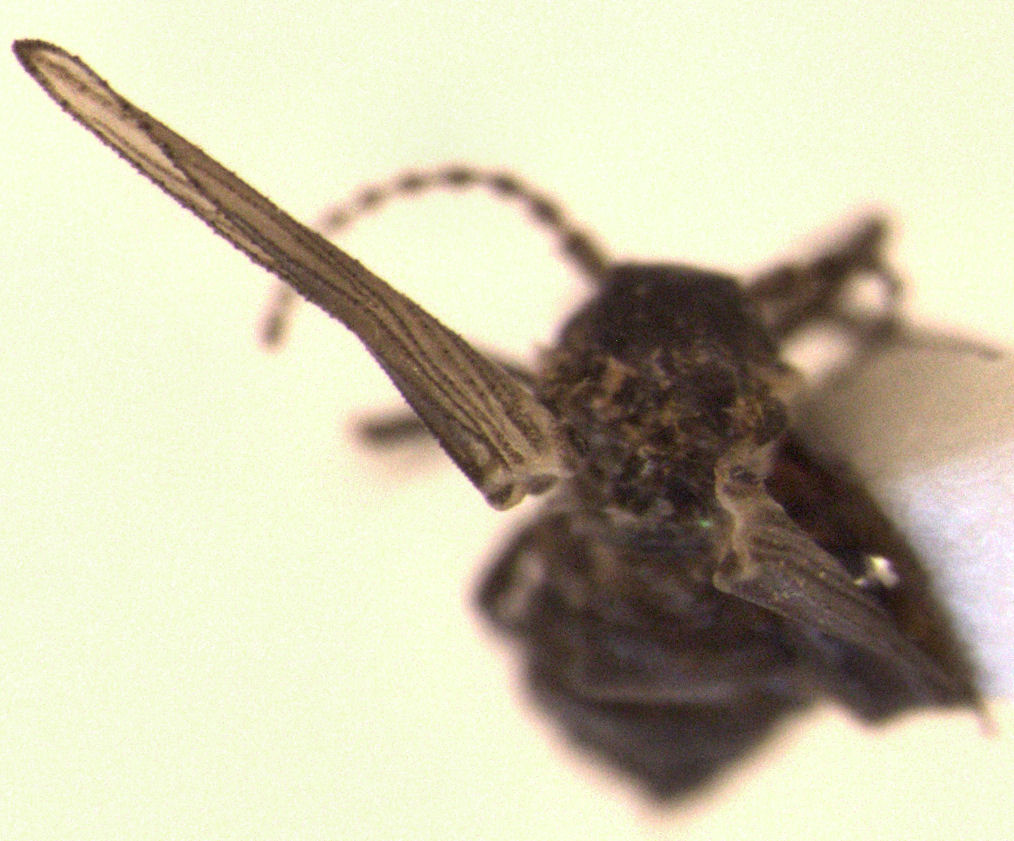